# Občina Dol pri Ljubljani

Občina Dol pri Ljubljani - Slovinsko

Občina Dol pri Ljubljani je jednou z 212 občin ve Slovinsku. Rozkládá se ve Středoslovinském regionu. Je jednou z 25 občin regionu. Rozloha občiny je 33,3 km² a v lednu 2014 zde žilo 5777 lidí. V občině je celkem 19 vesnic. Správním centrem je vesnice Dol pri Ljubljani.

## Poloha, popis
Občina se rozkládá v údolí podél řeky Sávy. Přitom jižní hranice občiny je téměř v celé délce tvořena touto řekou. Nadmořská výška směrem od západu na východ klesá ze zhruba 275 m až na 255 m. Směrem na sever se zvedá nízké pohoří do výše téměř 600 m n. m.
Sousedními občinami jsou: Domžale na severu, Moravče na severovýchodě, Litija na jihovýchodě a Lublaň na jihu a západě.

## Vesnice v občině
Beričevo, Brinje, Dol pri Ljubljani, Dolsko, Kamnica, Kleče pri Dolu, Klopce, Križevska vas, Laze pri Dolskem, Osredke, Petelinje, Podgora pri Dolskem, Senožeti, Videm, Vinje, Vrh pri Dolskem, Zaboršt pri Dolu, Zagorica pri Dolskem, Zajelše.